# 대한민국 형사소송법 제139조
대한민국 형사소송법 제139조는 검증에 대한 형사소송법의 조문이다.

## 조문
제139조(검증)법원은 사실을 발견함에 필요한 때에는 검증을 할 수 있다.

第139條(檢證)法院은 事實을 發見함에 必要한 때에는 檢證을 할 수 있다.

## 참고 문헌
- 손동권 신이철, 새로운 형사소송법(초판, 2013), 세창, 2013. ISBN 9788984114081